# 泉穴師神社
泉穴師神社（いずみあなしじんじゃ）は、大阪府泉大津市にある神社。式内社、和泉国二宮で、旧社格は府社。「泉穴師神社の森」は「大阪みどりの百選」に選ばれている。

## 祭神
1879年（明治12年）に作成された『神社明細帳』では天富貴神と佐古麻槌大神を当社の祭神としているが、1894年（明治27年）の『神社明細帳』では天忍穂耳尊と栲幡千千姫命を祭神としており、当社も天忍穂耳尊と栲幡千千姫命を祭神とする見解をとっている。なお、泉大津市は江戸時代に繊維産業が興り、現在に至るまで繊維産業が盛んな地であるが、栲幡千千姫命は織物に関係する神として知られている。
- 主祭神 - 天忍穂耳尊、栲幡千千姫命

## 歴史
社伝によると、当社は白鳳元年（672年）に創建されたとするが、神功皇后の時代に創建されたとも神武東征の際に始まるともいわれ定かではない。天平10年（738年）の和泉監正税帳（『正倉院文書』）によると、聖武天皇から大鳥大社と共に1,300石の社領を賜ったという。『日本三代実録』によると貞観7年（865年）に正五位下を授けられたとし、『類聚国史』によると貞観10年（868年）に従四位下を授けられたとする。元弘元年（1331年）には、楠木正成が当社に石燈籠を奉納している。
天正3年（1575年）には織田信長より社領安堵の朱印状を与えられた。慶長7年（1602年）には豊臣秀頼が片桐且元を奉行として社殿を再建している。
1873年（明治6年）に郷社に列格し、1894年（明治27年）には府社に昇格した。1946年（昭和21年）、それまで毎年2月4日に行っていた春季大祭を4月5日に行うこととし現在に至る。

## 境内
- 本殿（重要文化財） - 慶長7年（1602年）に片桐且元を奉行として豊臣秀頼が再建。
- 灯籠 - 元弘元年（1331年）に楠木正成が奉納したもの。
- 拝殿（泉大津市指定有形文化財） - 慶長年間（1596年 - 1615年）に片桐且元を奉行として豊臣秀頼が再建。拝殿の前には鳥居（泉大津市指定有形文化財）が2基並んでいるが、これは本殿に祀られている夫婦2柱の神に対して1基ずつ備えられたものである。
- 社務所
- 遥拝所
- 御神木のクスノキ - 泉大津市保護樹木。

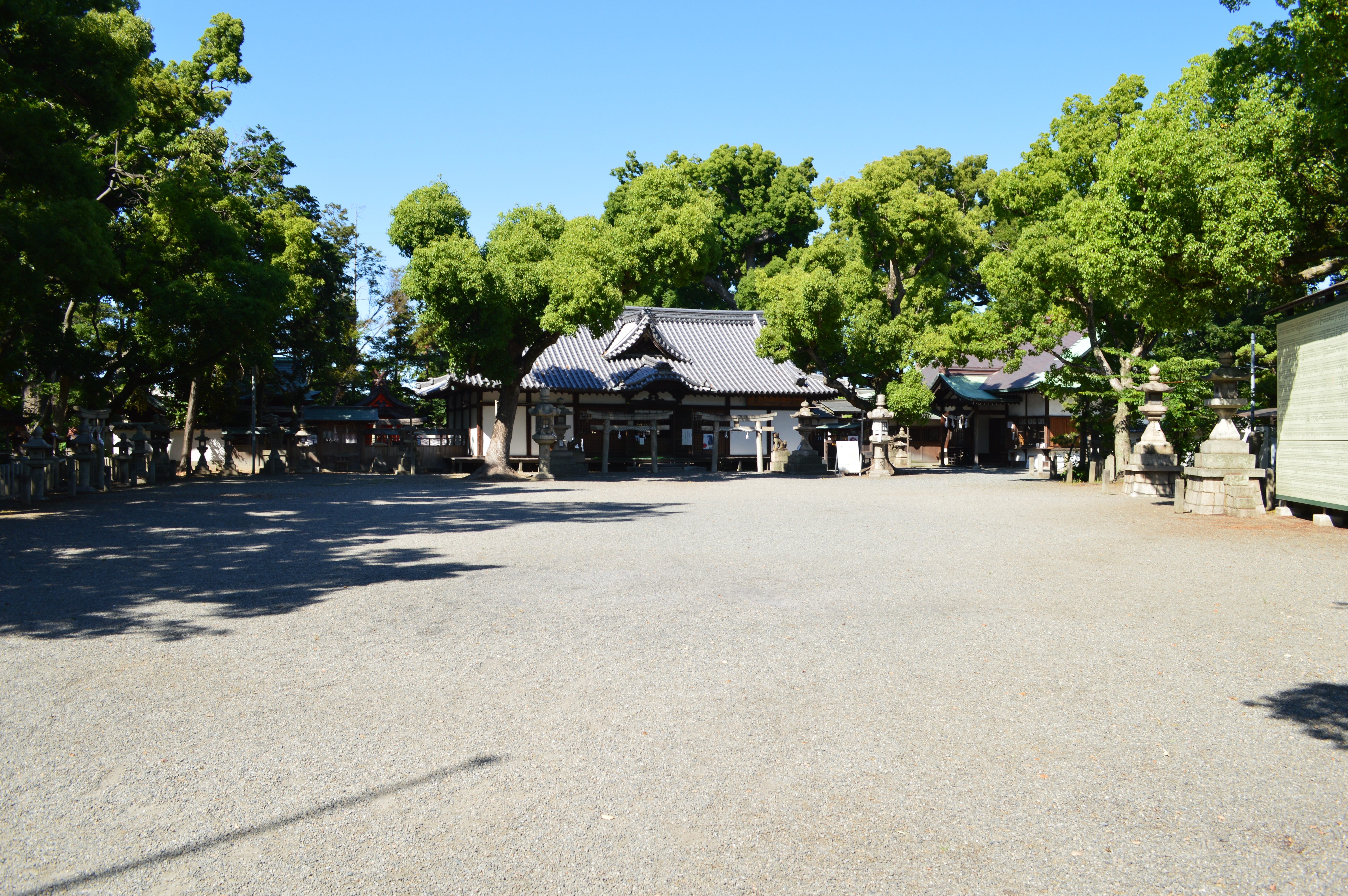
境内
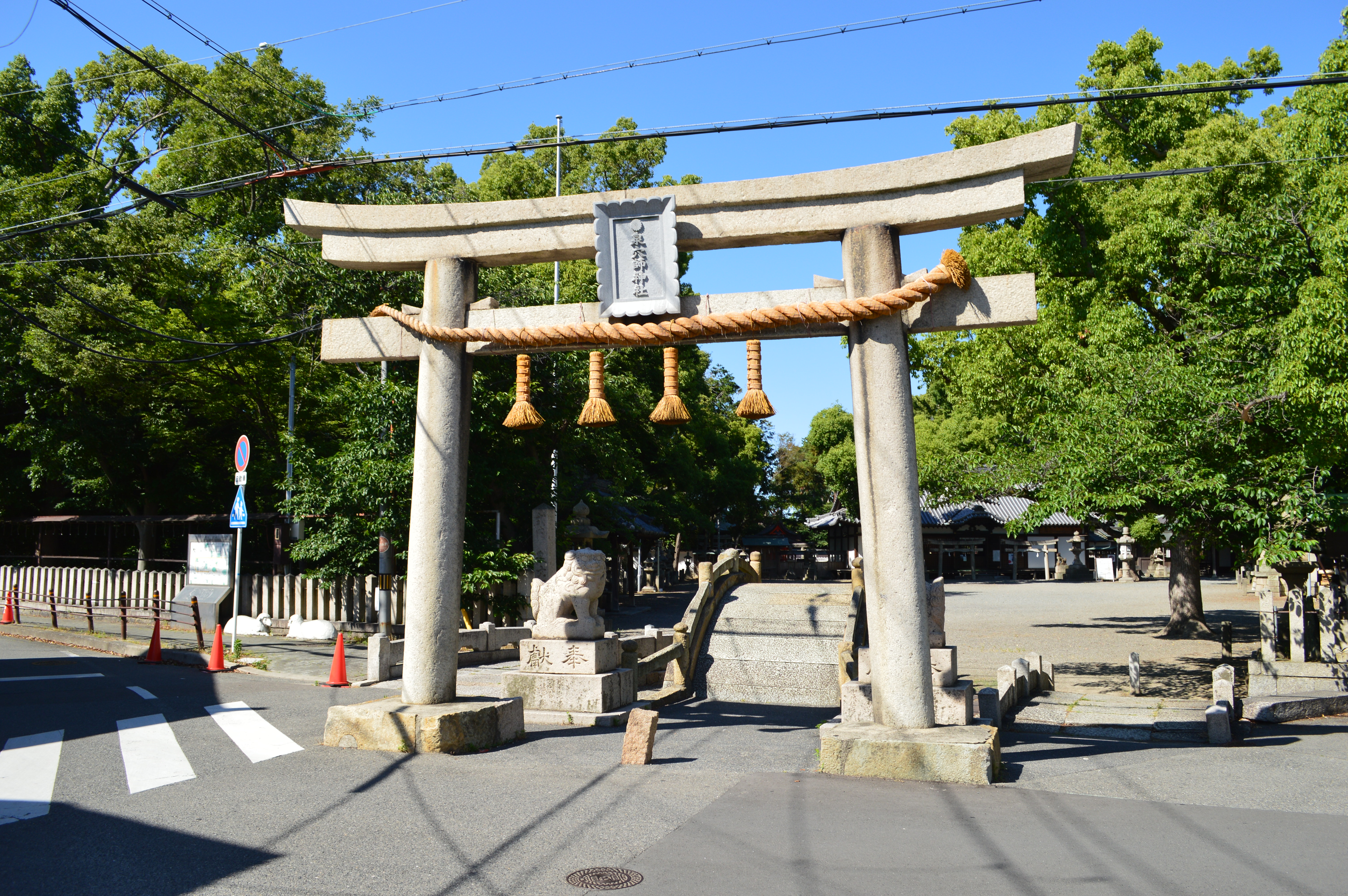
鳥居

## 摂末社
- 住吉社（重要文化財） - 文永10年（1273年）建立。大阪府内最古の本殿建築である。
- 穴師天満宮（合祀殿、泉大津ふるさと文化遺産） - 1908年（明治41年）に板原村の菅原神社本殿を移築したもの。
- 春日社（重要文化財） - 慶長7年（1602年）に片桐且元を奉行として豊臣秀頼が再建。
- 大国主社 - 祭神：大国主命、事代主命、市杵島姫命
- 楠木社 - 祭神：楠木正成
- 兵主社 - 祭神：八千鉾神

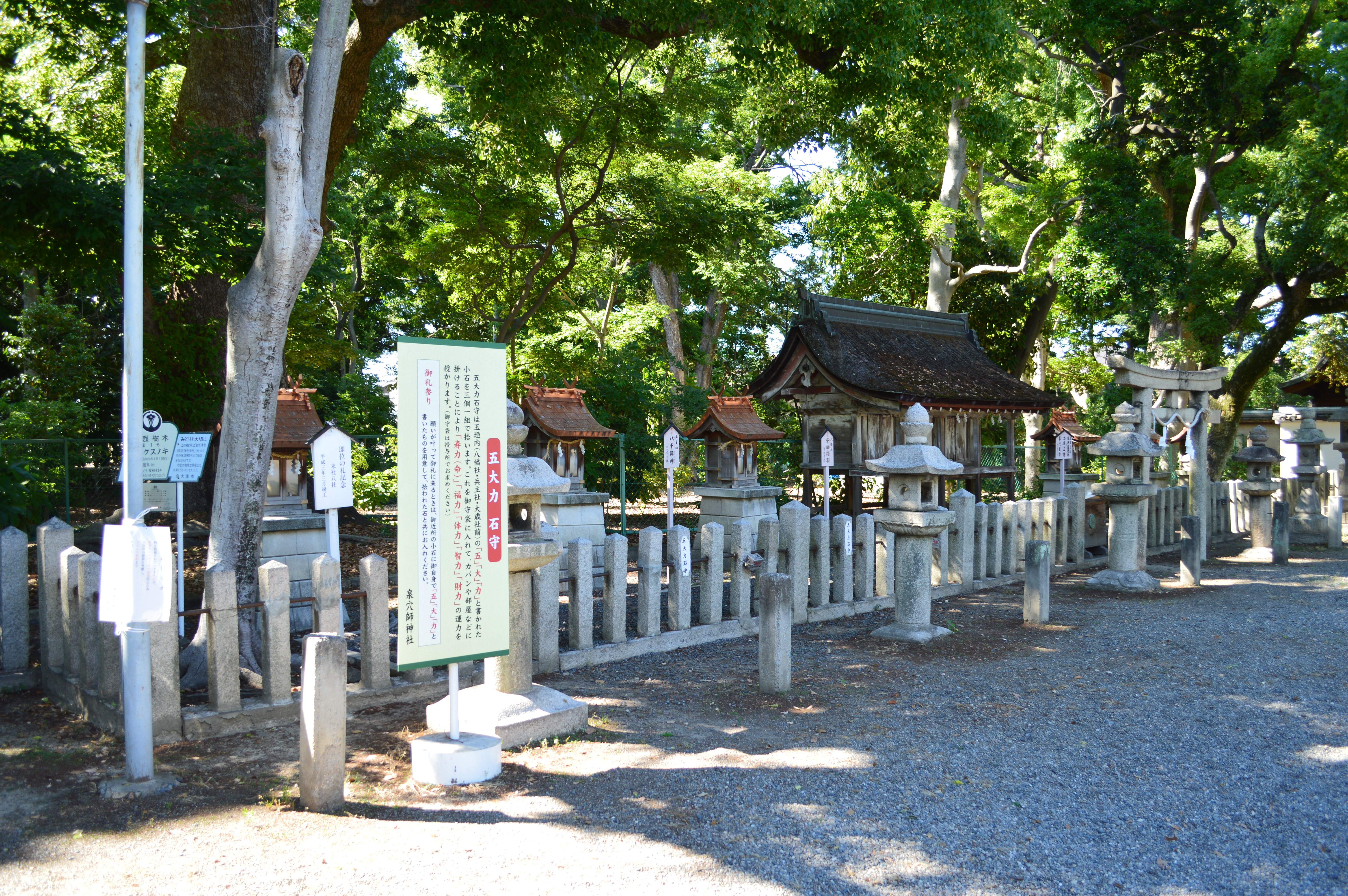
境内社

## 祭事
- 歳旦祭（1月1日）
- 戎祭（1月10日）
- 厄除祈願祭（2月3日）
- 春季大祭（4月5日）
- 夏越大祓（6月30日）
- 夏宮祭（7月15日）
- 秋季大祭（体育の日の前日）
- 栲幡祭（11月1日）
- 冬宮祭（12月15日）

## 文化財

### 重要文化財（国指定）
- 泉穴師神社本殿（附 棟札5枚）（建造物） - 江戸時代、慶長7年（1602年）の造営。1949年（昭和24年）2月18日指定[1]。
- 泉穴師神社摂社春日神社本殿（附 棟札1枚）（建造物） - 江戸時代、慶長7年（1602年）頃の造営。1949年（昭和24年）2月18日指定[2]。
- 泉穴師神社摂社住吉神社本殿（附 棟札2枚）（建造物） - 鎌倉時代、文永10年（1273年）の造営。1949年（昭和24年）2月18日指定[3]。
- 木造神像 80躯（彫刻） - 1899年（明治32年）8月1日に神像4件8躯[4]を指定。2016年（平成28年）8月17日付けで、前述の4件の重要文化財を1件に統合し、これに未指定の神像72躯を追加指定して、改めて「木造神像80躯」の名称で重要文化財に指定[5][6][7]。

### 大阪府指定文化財
- 有形文化財
  - 泉穴師神社 木造男女神像群 3躯（彫刻） - 平安時代の作。1970年（昭和45年）2月20日指定[8]。
  - 泉穴師神社 太鼓（工芸品） - 1970年（昭和45年）2月20日指定[8]。

### 泉大津市指定文化財
- 有形文化財
  - 泉穴師神社拝殿（附 石鳥居2基）（建造物） - 慶長年間（1596年 - 1615年）の建立。2000年（平成12年）3月23日指定[8]。
- 天然記念物
  - 泉穴師神社のクスノキ大木群 12本 - 1999年（平成11年）3月23日指定[8]。

### 泉大津ふるさと文化遺産
- 有形文化財
  - 泉穴師神社合祀殿（建造物） - 2013年（平成25年）1月23日認定[8]。